# Виктор/Виктория
«Викто́р/Викто́рия» (англ. Victor/Victoria) — комедийный музыкальный фильм (1982) о певице Виктории, притворяющейся мужчиной-трансвеститом.

## Сюжет
Действие происходит в Париже 1934 года, где среди богемы распространена альтернативная сексуальная ориентация. Виктория, безработное колоратурное сопрано, доходит до крайней нужды из-за безработицы. Случай сводит её с немолодым шансонье-геем по имени Тоди, также оставшимся не у дел… Ему приходит в голову идея гениального представления: воспользоваться хрупкой андрогинной внешностью Виктории и выдать её за Виктора, «польского графа Гразински» (легенда для сцены), мужчину-трансвестита, выступающего в женском образе на сцене с женским же репертуаром.
«Виктор» покоряет парижскую сцену, становится сенсацией и получает огромные гонорары. Заезжий гангстер из Чикаго, Кинг Маршан, увидав Виктора в женском образе на сцене, кладет глаз на «певицу». Когда оказывается, что это «певец», его консервативная натура бунтует против этой идеи. Он не может поверить, что Виктор мужчина, а Виктория также увлекается им…
Но «коллегам» Кинга Маршана из Чикаго, которые, узнав о том, что один из главарей увлёкся каким-то «голубым» — эта идея не нравится и они решают вывести его из бизнеса, для чего тоже приезжают в Париж…

## Действующие лица
- Виктория Грант — Джули Эндрюс
- Кэрол Тодд, «Тодди» — Роберт Престон
- Кинг Маршан — Джеймс Гарнер
- Норма — Лесли Энн Уоррен
- «Сквош» Бернстайн — Алекс Каррас
- Андрэ Кассель — Джон Рис-Дэвис
- Уолтер — Грээм Старк
- Лабисс — Питер Арни
- Шарль Бовин — Шерлок Тэнни
- Постоялец гостиницы Виктории — Майкл Роббинс
- Норман Чансер
- Управляющий ресторана — Дэвид Гант
- Мадам Президент — Мария Чарльз
- Ричард Ди Нардо — Малком Джеймсон

## Создатели
- Автор текста — Лесли Брикасс
- Музыка — Генри Манчини
- Хореограф — Пэдди Стоун
- Редактор — Ральф Уинтерс
- Художник — Роджер Мос
- Оператор-постановщик — Дик Буш
- Сценарий — Блейк Эдвардс
- Продюсеры — Блейк Эдвардс и Тони Адамс
- Режиссёр — Блейк Эдвардс

## Другие постановки
- Сценарий фильма — адаптация режиссёром Блейком Эдвардсом немецкого фильма 1933 г. «Виктор и Виктория» (нем. Viktor und Viktoria).
- В 1995 по фильму на Бродвее Блейк Эдвардс поставил одноимённый мюзикл с Джули Эндрюс в главной роли.

## Награды и номинации
- Премия «Оскар» (55 церемония)
  - Награда за лучшую музыку к фильму
  - Номинация за лучшую женскую роль (Джули Эндрюс)
  - Номинация за лучшую мужскую роль второго плана (Роберт Престон)
  - Номинация за лучшую женскую роль второго плана (Лесли Энн Уоррен)
  - Номинация за лучший адаптированный сценарий (Блейк Эдвардс)
  - Номинация за лучшую работу художника-постановщика (Роджер Маус, Тим Хатчинсон, Уильям Крэйг Смит, Гарри Кордуэлл)
  - Номинация за лучший дизайн костюмов (Патриция Норрис)
- Премия «Золотой Глобус» (40 церемония)
  - Награда за лучшую женскую роль — комедия или мюзикл (Джули Эндрюс)
  - Номинация за лучший фильм — комедия или мюзикл
  - Номинация за лучшую мужскую роль — комедия или мюзикл (Роберт Престон)
  - Номинация за лучшую женскую роль второго плана (Лесли Энн Уоррен)
  - Номинация за лучшую музыку к фильму (Генри Манчини)
- Премия «Сезар» (8 церемония)
  - Награда за лучший иностранный фильм (Блейк Эдвардс)
- Премия «Давид ди Донателло» (28 церемония)
  - Награда лучшей иностранной актрисе (Джули Эндрюс)
  - Награда за лучший иностранный сценарий (Блейк Эдвардс)
  - Номинация за лучшую иностранную режиссуру (Блейк Эдвардс)

## Саундтрек
1. Gay Paree
2. Le Jazz Hot
3. The Shady Dame From Seville
4. You And Me
5. Chicago, Illinois
6. Crazy World
7. Finale/Shady Dame From Seville (Reprise)

Музыка — Генри Манчини.
В одном из интервью режиссёр Блейк Эдвардс заявил, что когда Кинг Маршан первый раз поцеловал Виктора/Викторию, произнеся «мне не важно, мужчина ты или женщина» в первой редакции он действительно не знал, кем именно он/она является. Но из страха перед приличиями Эдвардс вставил сцену, в которой Кинг подглядывает за Викторией, моющейся в ванной, и таким образом заранее узнает о её половой принадлежности.

## Релиз
В 1983 году фильм выпущен видеокомпанией «MGM/UA Home Video» на VHS. В СССР 1980-е и России в 1990-е годы фильм распространялся на полулегальных видеокассетах в переводах Алексея Михалёва и Леонида Володарского, позже издан в 2000 году от «Мост-Видео».